# Amparo López Corral
Amparo López Corral (Madrid) es una gestora cultural especializada en la producción y consultoría de proyectos de arte contemporáneo. Colabora habitualmente con diferentes organizaciones, instituciones, fundaciones y entidades públicas y privadas, españolas y europeas. Es miembro de la asociación de profesionales IAC, Instituto de Arte Contemporáneo, y de su grupo de trabajo para la internacionalización del arte español.

## Trayectoria profesional
Actualmente colabora con diferentes artistas, curadores, organizaciones, instituciones, fundaciones y entidades públicas y privadas, españolas y europeas, para la producción de proyectos culturales. 
Ha colaborado con ARTANGEL como coordinadora de producción en "Tres Aguas", la intervención escultórica de Cristina Iglesias para la ciudad de Toledo y como asistente editorial de James Lingwood. 
Entre 2014 y 2018 colaboró como editora para la publicación digital de SCULPTURE NETWORK, organización europea sin ánimo de lucro fundada en Alemania en 2004 para el apoyo y la promoción de la escultura contemporánea.
López Corral se licenció en Derecho Universidad Complutense de Madrid y realizó los cursos superiores en Dirección y Gestión de Comercio Exterior y en Asesoría de Empresas de la Escuela de Práctica Jurídica de Madrid. En 2012 se especializó como Experto en Comunicación y Arte de la Facultad de Ciencias de la Información, en la Universidad Complutense de Madrid. Cuenta, asimismo, con una amplia formación académica en mercado del arte, gestión cultural, fundraising y propiedad intelectual.
En 2012 coordinó el programa "Mujeres Indomables" en el espacio de arte Matadero Madrid en el año 2012, dentro del marco del I Festival Miradas de Mujeres en las Artes Visuales.
Entre 2012 y 2014 fue coordinadora de producción de VIVA"Vital International Video Art" de Madrid (VIVA) dirigido por Ana de Alvear, una selección internacional de videoarte monocanal que se exhibía de forma itinerante en Museos y Centros de arte.
Formó parte del jurado del concurso de vídeo organizado por la Fundación Banco de Santander y OpenBank para estudiantes universitarios y alumnos de escuelas de enseñanza superior en España, Portugal y Latinoamérica en 2013 y 2014.  El programa "Metrópolis" emitido en RTVE presentó una selección de 8 de las 20 piezas finalistas de la edición de 2013, en la que destacó la mezcla de géneros y la experimentación en los trabajos participantes.
En el año 2013 fue la coordinadora académica del curso de verano "Coleccionismo de Arte Contemporáneo y Mecenazgo" impartido en la Universidad Internacional Menéndez Pelayo de Santander organizado por el IAC, con el objetivo de fomentar una reflexión colectiva sobre la importancia de la labor del coleccionista, no sólo como inversor, sino también como generador, conservador y transmisor de patrimonio cultural.
Ha sido la coordinadora técnica de las ediciones de 2016, 2018 y 2020 de la Bienal de Mujeres en las Artes Visuales organizada por Mujeres en las Artes Visuales MAV.
Amparo López Corral ha sido también directora de galería y coordinadora en producciones de escultura contemporánea para el grupo CAPA, en colaboración con estudios de arquitectura e ingeniería, así como en proyectos de restauración para el Museo Nacional Centro de Arte Reina Sofía.
Participa en jornadas y en encuentros como la presentación de la Bienal Mujeres en las Artes Visuales, en el año 2017, en el IV Congreso "Xéneros, Museos, Arte e Educación" celebrado en la Rede Museística Provincial de Lugo dirigido por Encarna Lago.